# 鈴木新田 (大田区)
鈴木新田（すずきしんでん）は、現在の東京都大田区の羽田地域にあった村および大字。大田区羽田空港一・二丁目（旧猟師町御台場部分を除く）に相当する。穴守稲荷神社を中心とした首都近郊の一大観光地として知られた。

## 地理
大田区臨海部の多摩川河口河川敷、左岸部にあたる。

## 歴史
江戸時代 - もとは多摩川の河口にできた干潟で、羽田浦や扇ヶ浦、要島と呼ばれていた低湿地を、武蔵国荏原郡羽田猟師町の名主・鈴木弥五右衛門が中心となって開墾した。天明年間（1780年代頃）より始まり、文化12（1815）年に事業が完成。新田開発に従事した農民もこの地に住み着いた。新田開発の従事者は近在農村の分家が多かったが、中でも大森村からの者が多かった。判明している15軒のうち11軒が大森出身者で、現在でもその子孫の多くは羽田周辺に在住している。鈴木弥五右衛門は羽田猟師町を子に譲り、文化・文政年間頃に、のちの穴守稲荷神社となる祠を勧請。新田内に邸宅を構えて隠居し、後事を養子に託した。
1829年（文政12年） - この開墾地は羽田猟師町から分かれて「鈴木新田」と名付けられた。その後、羽田村、羽田猟師町、鈴木新田の三集落を合わせて「羽田三ヶ村」といわれるようになった。
1885年（明治18年） - 穴守稲荷神社が公衆参拝（公認）の神社となり、以後鈴木新田は鳥居前町として発展する。
1889年（明治22年） - 町村制の施行に伴い、東京府荏原郡鈴木新田・羽田村・羽田猟師町・麹谷村・萩中村が合併し、羽田村が誕生、鈴木新田は東京府荏原郡羽田村大字鈴木新田となった。
1894年（明治27年） - 鉱泉が発見され、鉱泉宿街ができる。
1898年（明治31年） - 海老取川に架かる弁天橋が竣工する。
1902年（明治35年） - 京浜電気鉄道（のちの京浜急行電鉄）穴守線の蒲田駅～穴守駅間開通
1907年（明治40年） - 羽田村が町制施行して、東京府荏原郡羽田町大字鈴木新田となる。
1909年（明治42年） - 羽田運動場が開設される。
1911年（明治44年） - 羽田穴守海水浴場が開設、同年羽田運動場で国際オリムピック大会選手予選会が開催される。
1913年（大正2年） - 京浜電気鉄道穴守線が鈴木新田内まで延伸、穴守駅が設置される。
1917年（大正6年） - 日本飛行学校が創設される。
1931年（昭和6年） - 東京飛行場が開港する。
1932年（昭和7年） - 羽田町が東京市へ編入され、東京府東京市蒲田区羽田穴守町・羽田江戸見町・羽田鈴木町・羽田御台場・鈴木御台場に分割・改称された。尚、当初は大森町・入新井町・羽田町で大森区となる予定であった。
1938年（昭和13年） - 羽田飛行場、羽田運動場を買収して拡張される。
1939年（昭和14年） - 大師橋が完成し、羽田と川崎を結んでいた羽田の渡し、大師の渡しが廃止される。
1943年（昭和18年）7月1日 - 東京都制により東京府と統合されて東京市は廃止。東京都蒲田区羽田穴守町・羽田江戸見町・羽田鈴木町・羽田御台場・鈴木御台場となる。
1945年（昭和20年） - 9月13日、連合国軍は東京飛行場の引き渡しを要求し、同月21日には羽田穴守町・羽田江戸見町・羽田鈴木町の住民に48時間以内の立ち退きが命じられた。これにより約1,200世帯3,000人が強制退去を余儀なくされ、間もなく「ハネダ・エアベース」が建設された。
1947年（昭和22年） - 蒲田区が大森区と合併し、東京都大田区羽田穴守町・羽田江戸見町・羽田鈴木町・羽田御台場・鈴木御台場となる。
1952年（昭和27年） - ハネダ・エアベースの一部が返還され、以後運輸省航空局の管理下に置かれる。飛行場名も「東京国際空港」に改称。
1958年（昭和33年） - 全面返還される。
1967年（昭和42年） - 住居表示が実施され、東京都大田区羽田穴守町・羽田江戸見町・羽田鈴木町・羽田御台場・鈴木御台場は、近隣の猟師町御台場とともに東京都大田区羽田空港一丁目及び二丁目となり、地名としても消滅した。一部は鈴木新田跡地として大田区の有形文化財に指定された。
2020年（令和2年） - 旧羽田鈴木町部分に建設されたHANEDA INNOVATION CITY内に、旧鈴木新田三町（羽田穴守町・羽田鈴木町・羽田江戸見町）の歴史を伝承する「旧三町顕彰の碑」が建立された。

## 施設
- 穴守稲荷神社 - 当地の鎮守神社、戦後の強制退去によって現在は隣接する大田区羽田に鎮座している。
- 玉川弁財天 - 強制退去後、羽田水神社へ合祀された。
- 鈴納稲荷神社 - 強制退去後、羽田神社境内へ遷座された。
- 穴守駅 - 連合国軍による接収に伴い、廃駅となった。
- 羽田穴守海水浴場
- 羽田運動場
- 羽田競馬場
- 鴨場 - 御料の鴨場と黒田侯爵家の鴨場があった。
- 羽田第三小学校
- 日本飛行学校 - のちの東京飛行場誕生のきっかけとなった。
- 東京飛行場